# Shadow of the Tomb Raider
Shadow of the Tomb Raider je akční adventura z roku 2018 vyvinutá studiem Eidos Montréal a vydána evropskou pobočkou společnosti Square Enix. Jedná se o přímé pokračování titulu Rise of the Tomb Raider z roku 2015 a třetí a závěrečný díl tzv. Survivor trilogie; celkově je hra v pořadí dvanáctým hlavním titulem z herní série Tomb Raider. Hra vyšla celosvětově pro Microsoft Windows a herní konzole PlayStation 4 a Xbox One. Verze pro Linux, macOS a Stadii byly vydána v listopadu 2019. Po vydání byl do hry přidán dodatečný stahovatelný obsah.
Příběh hry se odehrává zhruba rok po událostech předchozího dílu Rise of the Tomb Raider a sleduje Laru Croft, jež se vydává do tropických oblastí Ameriky nalézt skryté město Paititi. Tam bojuje proti polovojenské organizaci Trinity a snaží se zastavit mayskou apokalypsu, kterou rozpoutala. Roli Lary Croft opět ztvárnila britská herečka Camilla Luddingtonová, jež jí propůjčila svůj hlas i postavu. Vývoj hry začal v roce 2015 po dokončení Rise of the Tomb Raider a trval do července 2018. Stál odhadem 110–135 milionů dolarů, což z ní činí jednu z nejdražších her, jaké byly kdy vytvořeny.
Shadow of the Tomb Raider bylo pozitivně přijato kritiky. Ti zejména chválili důraz hry na hrobky a hádanky, někteří z nich však kritizovali její hratelnost, jež se stala vyčpělou a postrádala inovace. I když se díl prodával pomalu, nakonec se jej k prosinci 2021 prodalo celosvětově přes 8,9 milionu kopií.

## Hratelnost
Shadow of the Tomb Raider je akční adventura hraná z pohledu třetí osoby, ve které se hráči vtělí do role Lary Croft a prozkoumávají prostředí Mexika a Peru. Kromě samostatných oblastí se ve hře nachází skryté město Paititi, ve kterém má hráč základnu. Nový směnný systém umožňuje hráčům obchodovat u obchodníků s různými surovinami nasbíranými v oblastech kolem města.
V hratelnosti, jež je jinak totožná s původním dílem Rise of the Tomb Raider, bylo provedeno několik úprav. Bylo upraveno ovládání plavání, protože Lara je díky nově přidaným vzduchovým kapsám schopna zadržet dech pod vodou na delší dobu. Může také slanit ze skály pomocí cepínu a lana. Důležitou mechanikou se stal stealth. Lara má možnost uniknout z boje a dohledu nepřátel tím, že se schová v křoví, splyne s hustě porostlým povrchem nebo se zamaskuje blátem.
Stejně jako v předchozích dílech mohou hráči lovit divoká zvířata, vyrábět materiály z nasbíraných surovin, řešit hádanky a hledat nepovinné hrobky a vedlejší úkoly. Hra obsahuje ve srovnání s předchozími díly rebootované série větší hrobky a složitější hádanky. Hráči mají možnost přizpůsobit si herní zážitek, například upravit zobrazování nápověd v prozkoumávaném prostředí a změnit obtížnost boje a hádanek. Režim Immersion Mode umožňuje hráčům slyšet rozhovory místních obyvatel v pozadí v jejich rodném jazyce. Pokud je vypnut, jsou rozhovory slyšet v jazyce, který si hráč zvolí.

## Vydání
Společnost Square Enix potvrdila, že pokračování hry Rise of the Tomb Raider je ve vývoji a jeho vydání je naplánováno na 14. září 2018 pro Microsoft Windows, PlayStation 4 a Xbox One. Verzi pro Windows vyvinulo studio Nixxes Software, které pracovalo na několika dřívějších hrách série Tomb Raider pro tuto platformu. Na počítačové systémy macOS a Linux byla hra portována společností Feral Interactive dne 5. listopadu 2019. Na službě Stadia byla hra dostupná při jejím spuštění 19. listopadu, a to spolu s prvotním dílem trilogie z roku 2013 a titulem Rise of the Tomb Raider.
Verze hry pro osobní počítače a Stadii vytvořila společnost Nixxes Software. Season pass poskytl hráčům přístup k sedmi „cestám“ stahovatelného obsahu (DLC), jež zahrnují nové mise, hrobky, zbraně, oblečení a dovednosti. Žádný z nich neobsahuje dodatečný příběhový obsah, který byl odvyprávěn v základní hře. Verze kompilující základní hru a DLC vyšla 4. listopadu 2019 pod názvem Shadow of the Tomb Raider: Definitive Edition. Porty pro macOS, Linux a Stadia vycházely z této verze.